# Ефимов, Андрей Яковлевич
Андрей Яковлевич Ефимов (15 октября 1904, Верхний Лотовец, Орловская губерния — ?) — деятель советских органов госбезопасности (НКВД, МГБ СССР, МВД СССР и КГБ СССР), полковник госбезопасности и полковник ВС СССР. Начальник Высшей школы НКГБ — МГБ — МВД СССР с 3 мая 1952 по январь 1954 года (до марта 1953 года школа носила название Высшей школы НКВД — МГБ СССР).

## Биография
Родился 15 октября 1904 года в деревне Верхний Лотовец Орловской губернии. По национальности русский, по происхождению из крестьян. В 1917—1919 годах работал батраком у разных лиц, в 1920—1921 годах был письмоносцем народного суда 5-го участка (Володарский район Орловской губернии). Секретарь Ломовецкого сельсовета с 1922 года, секретарь Воинского волостного комитета ВЛКСМ Орловского уезда и Орловской губернии. Член ВКП(б) с 24 декабря 1926 года.
В августе 1928 года поступил на рабфак Ленинградского государственного университета, с ноября 1930 года учился на курсах по подготовке в вуз. В августе 1931 года поступил на философскую секцию Ленинградского педагогического института имени А. И. Герцена, в сентябре 1933 года после 2-го курса перешёл на философский факультет Ленинградского государственного института истории, философии, литературы и лингвистики (ЛИФЛИ), окончил его в июне 1936 года. После окончания ЛИФЛИ работал политредактором в Леноблгорлите. С июня 1937 года — заведующий отделом агитации и пропаганды Куйбышевского райкома ВКП(б) (Ленинград), с января 1938 года — начальник Леоблгорлита, с июня того же года — заведующий отделом печати и издательств Ленинградского горкома ВКП(б).
С января 1939 года — сотрудник органов госбезопасности. Занимал должность секретаря парткома УНКВД по Ленинградской области до марта 1940 года, 27 марта того же года произведён в старшие лейтенанты госбезопасности, 7 апреля — в капитаны госбезопасности. 9 мая 1940 года назначен заместителем начальника УНКВД по Ленинградской области по кадрам.
В годы Великой Отечественной войны участвовал в сражениях на Ленинградском фронте. Занимал пост начальника СПО УНКВД по Ленинградской области с 15 августа 1941 года по 10 января 1943 года, произведён в феврале 1943 года в подполковники госбезопасности. 10 января 1943 года назначен начальником 6-го отдела (охраны) УНКВД по Ленинградской области, переименованного в 6-й отдел УНКГБ по Ленинградской области в апреле 1943 года. По состоянию на 22 апреля 1944 года — начальник отдела охраны Смольного, на 1 июня 1944 года — начальник отдела охраны военного совета Ленинградского фронта в составе группы при военном совете Ленинградского фронта.
С августа 1944 года по январь 1947 года — заместитель начальника УНКГБ — УМГБ по Ленинградской области (с августа 1944 по январь 1947 года). В послевоенные годы с 15 января 1947 по апрель 1952 года был заместителем министра госбезопасности Латвийской ССР по кадрам (начальник отдела кадров). 3 мая 1952 года назначен начальником Высшей школы МГБ СССР, занимал пост начальника до января 1954 года (в марте 1953 года школа переименована в Высшую школу МВД СССР). С января 1954 по октябрь 1961 года — начальник факультета заочного обучения.

## Награды
- Три Ордена Отечественной войны I степени
  - 5 августа 1944[1] — за успешное выполнение заданий Правительства в период Отечественной войны[8]
  - 13 сентября 1945[1][9]
  - 24 августа 1949[1] — за успешное выполнение специального задания Правительства[10]
- Орден Трудового Красного Знамени (20 июля 1950)[1][11]
- Орден Красной Звезды (18 мая 1942)[1] — за отвагу и мужество, проявленные в боях с немецкими захватчиками[12]
- Медали[1]